# Marcel Schirmer

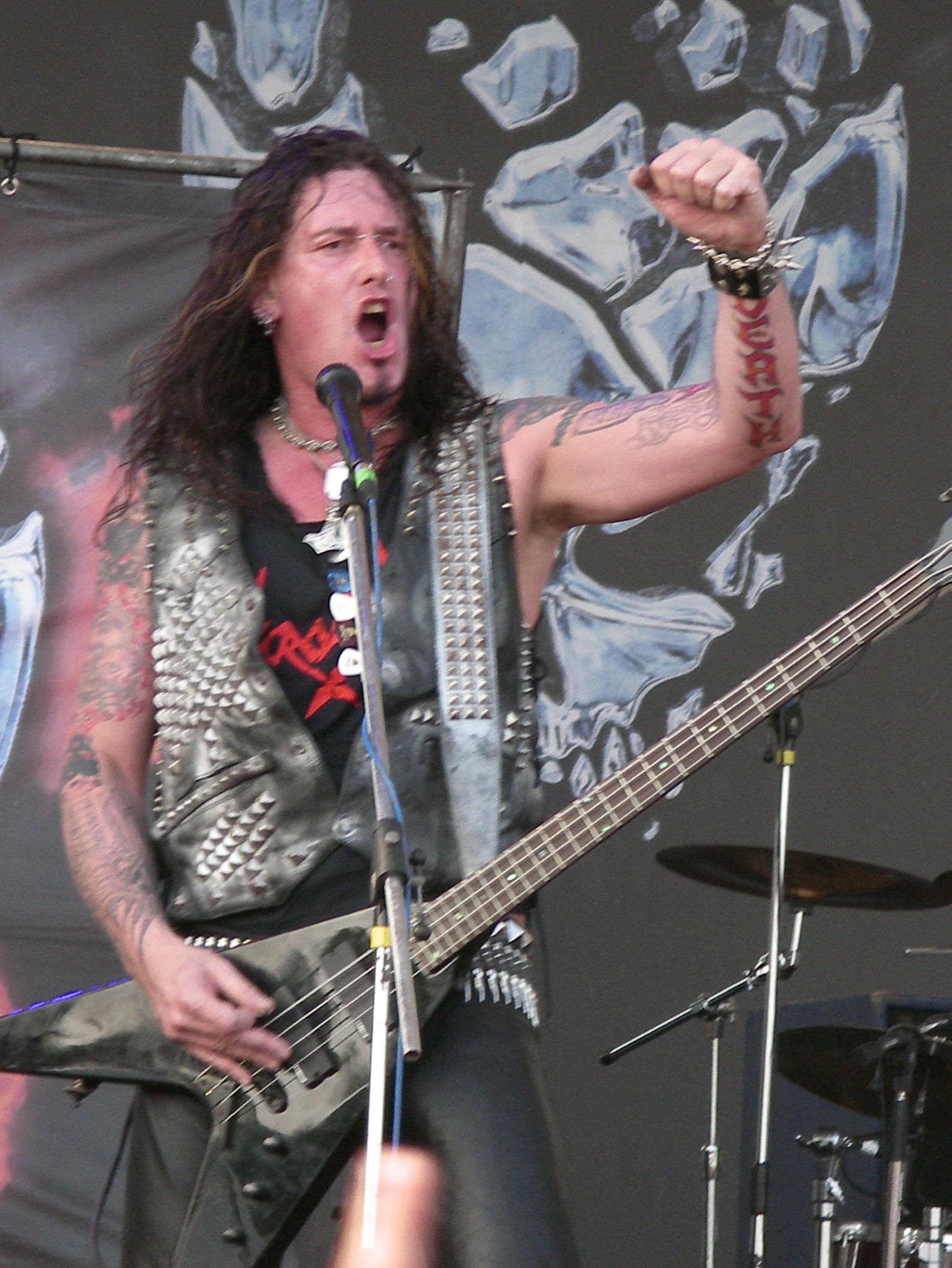
Marcel „Schmier“ Schirmer live 2005

Marcel „Schmier“ Schirmer (* 22. Dezember 1966) ist ein deutscher Sänger, Bassist und Musikproduzent.

## Werdegang
Schirmer stammt aus Efringen-Kirchen im Landkreis Lörrach und gehörte 1982 zu den Gründungsmitgliedern der Band Destruction. Zunächst war er nur Bassist und übernahm später auch den Gesang. Nach drei Studioalben verließ er die Band im Streit und gründete mit dem Schlagzeuger Jörg Michael die Band Headhunter. Diese Band veröffentlichte drei Studioalben, bevor sie sich 1997 auflöste und 2008 reformierte. Im Jahre 1999 kehrte Schirmer zu Destruction zurück und veröffentlichte mit der Band weitere Studioalben.
Im Jahre 2008 veröffentlichte Schirmer mit dem Projekt Bassinvaders das Album Hellbassbeaters. Hierbei handelt es sich um ein Projekt des Helloween-Bassisten Markus Grosskopf, an dem auch Peter „Peavy“ Wagner von der Band Rage und Tom Angelripper von der Band Sodom beteiligt waren. 2014 gründete Schirmer gemeinsam mit den ehemaligen Accept-Mitgliedern Herman Frank und Stefan Schwarzmann die Band Panzer, die sich zunächst in The German Panzer und schließlich Pänzer umbenannte. Nach zwei Studioalben verließ Schirmer die Band im Juni 2018 wieder.
Darüber hinaus trat Schirmer als Gastmusiker bei Bands und Künstlern wie Axxis, Debauchery, Doro Pesch, Fear My Thoughts, Gurd oder Holy Moses auf. Seit seinem Wiedereinstieg bei Destruction ist Schirmer als Musikproduzent tätig. Zusammen mit V.O. Pulver produziert er die Alben der Burning Witches. Des Weiteren besaß Schirmer in Istein die Pizzeria Barracuda. Marcel Schirmer ist gelernter Bäcker und Konditor.

## Diskografie
| mit Destruction \| - 1985: Infernal Overkill - 1986: Eternal Devastation - 1988: Release from Agony - 2000: All Hell Breaks Loose - 2001: The Antichrist - 2003: Metal Discharge - 2005: Inventor of Evil \| - 2007: Thrash Anthems - 2008: D.E.V.O.L.U.T.I.O.N. - 2011: Day of Reckoning - 2012: Spiritual Genocide - 2016: Under Attack - 2017: Thrash Anthems II - 2019: Born to Perish - 2022: Diabolical \| | mit Bassinvaders - 2008: Hellbassbeaters mit Headhunter siehe Headhunter (Band)#Diskografie mit Pänzer - 2014: Send Them All to Hell (als The German Panzer) - 2017: Fatal Command               |
| - 1985: Infernal Overkill - 1986: Eternal Devastation - 1988: Release from Agony - 2000: All Hell Breaks Loose - 2001: The Antichrist - 2003: Metal Discharge - 2005: Inventor of Evil | - 2007: Thrash Anthems - 2008: D.E.V.O.L.U.T.I.O.N. - 2011: Day of Reckoning - 2012: Spiritual Genocide - 2016: Under Attack - 2017: Thrash Anthems II - 2019: Born to Perish - 2022: Diabolical |